# Caroline Kathryn Allen
Caroline Kathryn Allen (7 de abril de 1904, Pawling - 6 de abril de 1975, Chapel Hill) foi uma botânica estadunidense e taxônoma com especialização em Lauraceae.
Trabalhou no Jardim Botânico de Nova Iorque de 1951 a 1959, sendo Investigadora Associada de 1959 a 1974.
Estudou Botânica e Química em Vassar, e se graduou em 1926. Trabalhou no "Arnold Arboretum", e logo foi para o "Jardim Botânico de Missouri", onde desenvolveu seu doutorado com Jesse More Greenman, obtendo-o em 1932. Sua defesa da tese " A Monograph of the American species of the genus Halenia " foi publicada em 1933.
Fez intensas explorações: em 1962 faz buscas em Brasil, Venezuela, e Suriname. Comprou um microscópio composto e um ditafone, objetos que a acompanharam nas quatro explorações seguidas bem-sucedidas. Em 1963, esteve dois meses fazendo buscas no México. Em 1964, fez explorações durante três meses sobre Lauráceas Tropicais Americanas no maior herbário da Europa. Em 1965, ficou um mês em Trinidad e Tobago; em 1966 investigou espécies de Lauraceae na Amazônia.
Em 1967, ficou seis meses no maior herbário da Europa, realizando numerosas ilustrações de dissecações microscópicas de Lauraceae dos gêneros Nectandra, Ocotea, Pleurothyrium; trabalho que nunca conseguiu terminar.
Teve uma grande produção taxonômica em identificações e designações de novas espécies, existindo 471 registros IPNI de tais descobertas.